# アンドリーセン・ホロウィッツ
アンドリーセン・ホロウィッツ（Andreessen Horowitzまたはa16z、正式名称AH Capital Management, LLC）は、2009年にマーク・アンドリーセンとベン・ホロウィッツによって設立されたベンチャーキャピタル会社。本社はカリフォルニア州メンロパーク。 
投資先の主なステージはアーリーステージの新興企業と既存の成長企業。主な投資領域はモバイル、ゲーム、ソーシャル、eコマース、教育、企業向けIT（クラウドコンピューティング、セキュリティ、SaaS）。 

## 設立とパートナー
2006年から2010年にかけて、アンドリーセンとホロウィッツはテクノロジー企業に積極的に投資を行い、個別または共同で、Twitterを含む45の新興企業に8,000万ドルを投資した。この間、2人はスーパーエンジェル投資家として知られるようになった。 
2009年7月6日、アンドリーセンとホロウィッツは、初期資本金3億ドルのベンチャーキャピタルファンドを立ち上げた。ベンチャーキャピタルの領域が縮小していた2010年11月、同社は2号ベンチャーファンドのためにさらに6億5,000万ドルを調達した。同社は2年未満で2ファンド合計12億ドルを管理していた。 
2011年5月には、アンドリーセンは、2011年にフォーブスミダスリストテックのトップ投資家の10位にランクインした。アンドリーセンとホロウィッツはヴァニティ・フェアの2011年ニューエスタブリッシュメントリスト6位、CNETの2011年最も影響力のある投資家リスト1位にランクインした。 
2014年3月27日現在、4番目のファンドを15億ドルで閉鎖し、40億ドルの資産を管理している。 
アンドリーセンとホロウィッツに加えて、同社のゼネラルパートナーにはジョン・オファレル、スコット・ワイス、ジェフ・ジョーダン、ピーター・レヴァイン、クリス・ディクソン、ビジェイパンデ、ケイティハウン、アレックス・ランペル、マーティン・カサドとアンドリュー・チェンが名を連ねる。2019年3月、アンドリーセン・ホロウィッツはサンフランシスコにオフィスを開設したことが報告された。 

## 投資

### 2009年
2009年、アンドリーセン・ホロウィッツはビジネス管理SaaS開発者ApptioとSkypeに対して2つの最初の投資を行った。ホロウィッツによると、この投資は、同社が進行中の知的財産訴訟とGoogleおよびAppleからの直接的な競合攻撃によって不自由になると信じていた他の分野の専門家によってリスクがあると見られていた。同社の創設者らは、2011年5月にSkypeが85億ドルでマイクロソフトに売却された後、投資が成功したと見ていた。 

### 2010-2011年
2010年、クラウド企業OktaのシリーズAラウンドをリードし、1,000万ドルを投資した。2011年、アンドリーセン・ホロウィッツはTwitterに8000万ドルを投資し、当時最も価値の高い非公開ソーシャルメディア会社4社（Facebook、グルーポン、Twitter、ジンガ）のすべてを保有する最初のベンチャー企業となった。アンドリーセン・ホロウィッツは、Airbnb、Lytro、Jawbone、Belly、Foursquare、ストライプ、その他のハイテク企業にも投資している。 

### 2012-2013年
2012年、ポートフォリオの90社およびYコンビネータのStart Fundへの資金提供を通じた66の新興企業の合計156社に投資した。同社はGitHubに1億ドルを投資し、Microsoftが75億ドルでGitHubを買収した際に10億ドル以上をファンドのために回収した。2013年、アンドリーセン・ホロウィッツはClinkle、Coinbase、Databricks、Lyft、Oculus VR、PagerDuty、Pixlee、Ripple、ソイレント、Swiftype、uBiomeに投資した。 

### 2014-2015年
2014年、A/BテストのスタートアップOptimizelyの5,700万ドルのシリーズBラウンドを主導。同年、さらにTaniumへ9,000万ドル、BuzzFeed 、Forward Networksなどに投資した。2015年、同社はStack Exchangeに4,000万ドル、Distelliに280万ドル 、クラウドベースのCADソフトウェア会社Onshapeに 8000万ドルを投資した。また、2015年にブログプラットフォームMedium、Samsara、Improbable、Honor, Inc.、OpenBazaar、ブロックチェーンスタートアップ、スマートドラッグ、バイオハッキング会社Nootroboxに投資した。 

### 2016-2019年
2016年、法律テクノロジー会社エバーローの810万ドルのシリーズAラウンドを率い、開発者向けのAPI接続プラットフォームであるRapidAPIで350万ドルのシリーズシードラウンドを率いた。また2016年、同社はデジタルヘルス企業のCardiogram、食品科学ビジネスのApeel Sciencesに200万ドルを投資した。2017年、同社はSigma、Health IQ、Asimov、Cadreに投資した。2018年、同社は専用の暗号通貨基金のために3億ドルを調達した。また、Imply、Smartcar、PeerStreet、CryptoKitties、Dfinity、Earnin、Pindrop、Tenfold、Very Good Securityに投資している。

## 組織構造
アンドリーセン・ホロウィッツのパートナーは、すべてのポートフォリオ企業に変わって働くことを基本方針としている。これは、ハリウッドのタレント代理店であるクリエイティヴ・アーティスツ・エージェンシーをモデルにしたアプローチである。2010年、同社はパートナーレベルのマーケティングエグゼクティブであるMargit Wennmachersを採用した。 
2011年現在、同社はデザイナー、コーダー、経営者のデータベースを保有し、スタートアップ企業の人材雇用に役立てている。元米財務長官ラリー・サマーズが2011年6月にアンドリーセンホロウィッツの特別顧問に就任した。 
2012年9月、元ワシントンDC市長エイドリアン・フェンティがアンドリーセン・ホロウィッツの2番目の特別顧問に任命された。フェンティは、地元、州、および連邦政府と協力することについて会社のポートフォリオ企業に助言するために雇用された。 
2019年、同社は暗号通貨のようなリスクの高い賭けを自由度を持つように再編を行うため、登録投資顧問として申請した 。 